# 普列夫利亞礦工足球俱樂部
普列夫利亞礦工足球俱樂部（FK Rudar Pljevlja）是黑山的一家職業足球俱樂部。位於普列夫利亞。球隊參加黑山足球甲級聯賽的賽事。球隊贏得過 2009–10 賽季黑山甲級聯賽的錦標。

## 外部連結
- FK Rudar Pljevlja Official Site （页面存档备份，存于）
- Profile by Weltfussballarchiv （页面存档备份，存于）
- Fan site （页面存档备份，存于）